# Нижнее Зачатье
Нижнее Зачатье — микрорайон в городе Чехов Московской области, до 1951 года - восточная часть села Зачатье.

## История
в 1951 году село Зачатье стало одним из поселений, на основании которого 18 мая 1951 года был сформирован рабочий поселок Лопасня (ныне город Чехов). Помимо него в состав нового 
рабочего поселка вошли селения Садки, Новое Бадеево, посёлок Офицерский, поселок железнодорожной станции Лопасня, поселок регенератного завода, территория котельно-механического завода. Территорию бывшего села разделяет почти на две равные части Старое Симферопольское шоссе. Восточная часть села вошла в состав будущего города Чехов под названием Нижнее Зачатье, а западная - Верхнее Зачатье.